# PKF International
PKF International (früher bekannt als Pannell Kerr Forster) ist ein globales Netzwerk von rechtlich unabhängigen Unternehmen in den Bereichen Wirtschaftsprüfung, Steuerberatung und Unternehmens- bzw. Managementberatung.
Mit einem kumulierten Jahresumsatz von weltweit ca. 2,1 Milliarden US-Dollar beschäftigt PKF International weltweit rund 24.000 Mitarbeiter, davon 1.830 Partner (Stand 2024), in 150 Ländern an über 530 Standorten unter der Marke PKF.

## Geschichte
Pannell Kerr Forster wurde 1969 von vier Wirtschaftsprüfungsgesellschaften aus Australien, Kanada, dem Vereinigten Königreich und den Vereinigten Staaten gegründet, die sich zusammenschlossen, um eine internationale Organisation zu schaffen.
- Pannell Fitzpatrick & Co, gegründet 1869 von William Henry Pannell (UK),
- Harris, Kerr, Forster & Co, gegründet 1911 als Harris, Kerr & Co von William Harris & Errol Kerr, und 1923 als WJ Forster & Co von William Forster (USA),
- Campbell, Sharp, Nash & Field (Kanada) und
- Wilson, Bishop, Bowes & Craig (Australien).

Ende der 1970er Jahre traten die ersten deutschen Unternehmen in das internationale Netzwerk ein. Im Jahr 1980 entschieden die Mitgliedsunternehmen, „Pannell Kerr Forster“ als ihren gemeinsamen Markennamen zu nutzen. Dieser wurde im Jahr 2000 zu PKF gekürzt. Die Mitgliedsunternehmen übernehmen jetzt den Namen in ihren Heimatmärkten oder fügen dem bereits existierenden Unternehmensnamen PKF als Präfix hinzu.

## PKF in Deutschland
In Deutschland wird PKF International von PKF Deutschland, einem Netzwerk aus sieben rechtlich unabhängigen mittelständischen Wirtschaftsprüfungs- und Beratungsgesellschaften, vertreten. Mit rund 1.800 Mitarbeitern und Partnern an 39 nationalen Standorten und einem Umsatz von rund 230 Millionen Euro (Geschäftsjahr 2024) ist PKF das drittgrößte Wirtschaftsprüfungs- und Steuerberatungsnetzwerk mit unabhängigen Mitgliedsunternehmen in Deutschland.
Zu den Kerndienstleistungen gehören neben Wirtschaftsprüfung und Steuerberatung weitere betriebswirtschaftliche Beratungsangebote. Alle deutschen Mitgliedsunternehmen sind Gesellschafter der PKF Deutschland GmbH und regeln die gemeinsame Zusammenarbeit durch ein Kooperationsabkommen. Im Januar 2022 eröffnete PKF einen neuen Standort in Rostock.
Die Mitgliedsunternehmen von PKF Deutschland sind: PKF Fasselt Partnerschaft mbB, PKF Industrie- und Verkehrstreuhand GmbH, PKF Issing Faulhaber Wozar Altenbeck GmbH & Co. KG, PKF WMS GmbH & Co. KG, PKF Riedel Appel Hornig GmbH, PKF Sozietät Dr. Fischer, PKF Wulf Gruppe.